# Lia Fáil

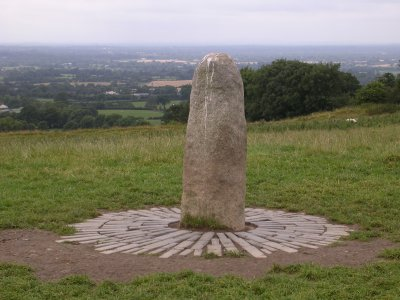
La Lia Fáil a Tara

Lia Fáil (irlandese, Pietra del Destino) è un megalite presso la Collina dell'Inaugurazione (in irlandese: an Forrad) presso Tara, nel County Meath in Irlanda. La Pietra serviva nella cerimonia di incoronazione degli Alti Re (o re Supremi) d'Irlanda, secondo la leggenda fin dai tempi di Muirchertach mac Ercae che regnò attorno all'anno 500.

## Origini
Nella mitologia celtica le origini della Lia Fáil risalgono all'invasione dell'Irlanda da parte dei Túatha Dé Danann. Questo popolo di semidei avrebbe viaggiato fino alle Isole Settentrionali (Geoffrey Keating le identifica con la Norvegia), dove avrebbe imparato arti magiche e tecniche varie, vivendo diviso in quattro città: Fáilias, Gorias, Murias e Finias. Da qui i Túatha Dé Danann proseguirono alla volta della Scozia settentrionale, portando con sé un tesoro da ognuna delle loro antiche sedi: 
- da Fáilias, la Pietra del Destino, Lia Fáil (in latino Saxum fatale);
- da Gorias, la Spada di Luce, Claíomh Solais;
- da Murias, il Calderone del Dagda;
- da Finias infine la Lancia di Lúg.

## Poteri
La Lia Fáil aveva secondo la tradizione un potere magico: il legittimo Alto Re che l'avesse calpestata l'avrebbe fatta gridare di gioia. La Pietra sarebbe stata anche in grado di ringiovanire il Re, garantendogli un lungo governo.
Cú Chulainn spezzò in due con la spada la Lia Fáil  quando essa non legittimò le pretese al regno di Lugaid Riab nDerg. Da allora non fu più sentita ridere, eccetto che all'incoronazione di Conn delle Cento Battaglie e di Brian Boru.

## Inis Fáil
Da questa pietra i Túatha Dé Danann diedero nome all'Irlanda Inis Fáil (dove inis significa "isola": quindi Isola del Destino), così che a sua volta il termine 'Fál', smarrito il significato originale, divenne sinonimo di Irlanda (da cui Lia Fáil si può tradurre per le epoche tarde "Pietra d'Irlanda"). Inisfail venne anche utilizzato come sinonimo di Erin in alcune poesie nazionalistiche del XIX e dell'inizio del XX secolo (ad esempio la poesia del 1863 intitolata Inisfail di Aubrey Thomas de Vere).
Il termine Fianna Fáil, come sinonimo di "soldati d'Irlanda" (a volte "soldati del Destino") fu usato in varie occasioni: 
- per indicare i volontari irlandesi;
- sul berretto tipico dell'Esercito irlandese;
- come incipit della versione in lingua gaelica dell'inno nazionale irlandese the Irish national anthem;
- come nome del partito politico Fianna Fáil, il maggiore partito dell'Eire.[3]